# 尾叶柯
尾叶柯（学名：Lithocarpus caudatilimbus）是壳斗科柯属的植物，是中国的特有植物。分布在中国大陆的海南等地，生长于海拔700米的地区，一般生长在山地常绿阔叶林中，目前尚未由人工引种栽培。